# 尤里·戈察纽克
尤里·米哈伊洛維奇·戈察紐克（羅馬化：Yuriy Mikhaylovich Gotsanyuk；1966年7月18日—），俄羅斯政治家，2019年起擔任克里米亞部長會議主席（克里米亞總理）。